# لورنتزاگو دی کادوره
لورنتزاگو دی کادوره (به ایتالیایی: Lorenzago di Cadore) یک کومونه در ایتالیا است که در استان بلونو واقع شده‌است.

## خصوصیات
لورنتزاگو دی کادوره ۲۷٫۷ کیلومترمربع مساحت و ۶۰۰ نفر جمعیت دارد.

## نگارخانه

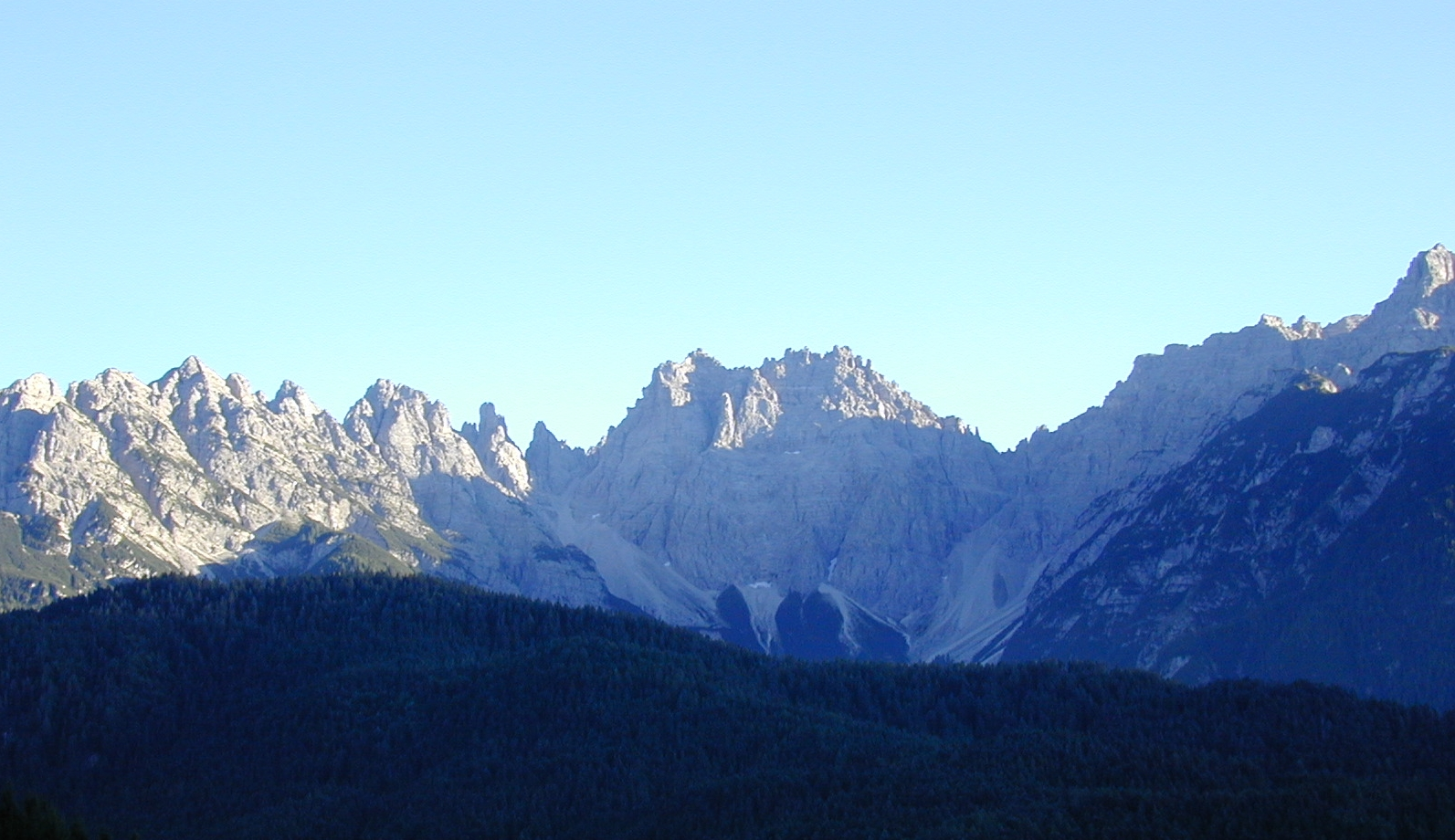
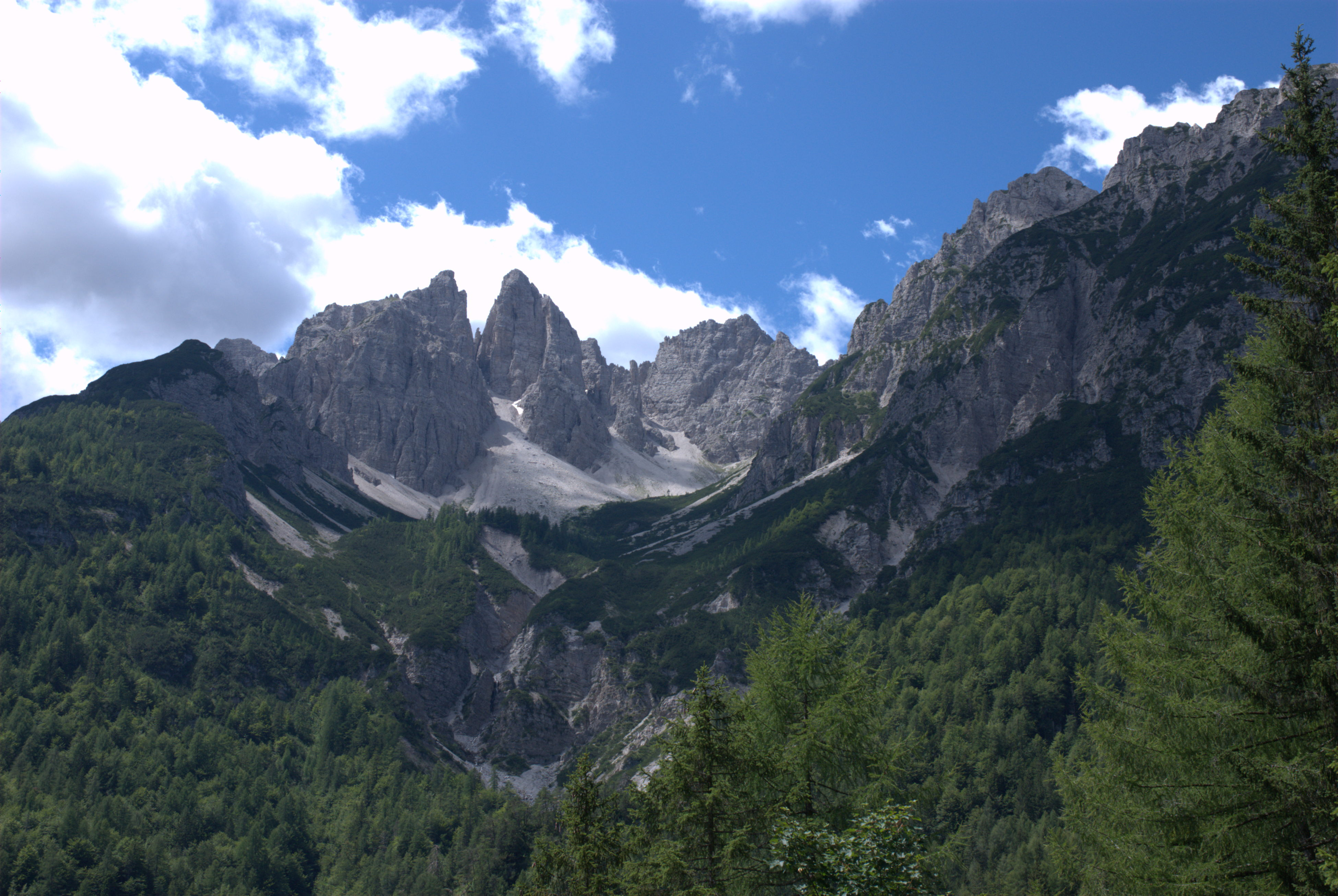
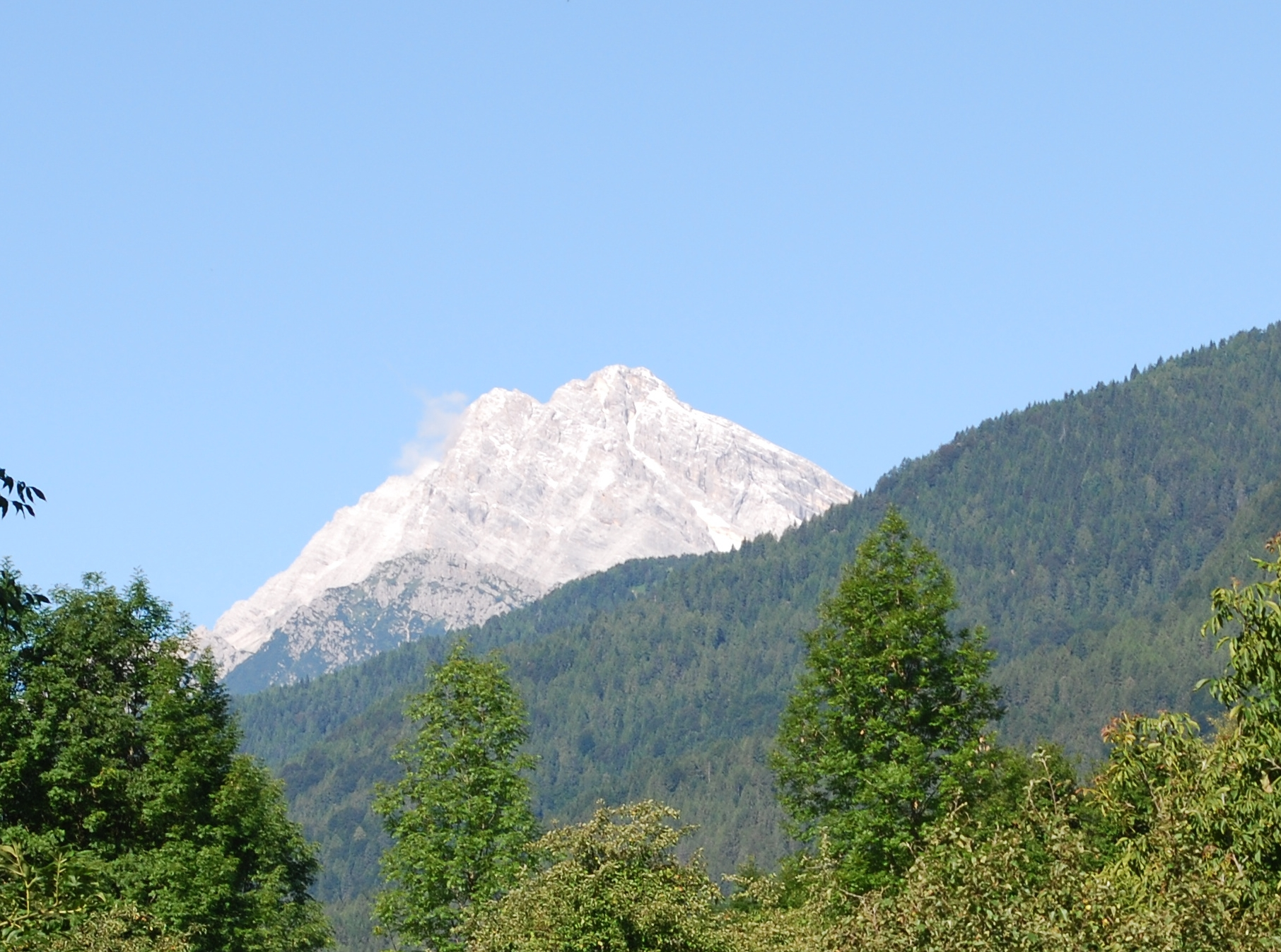
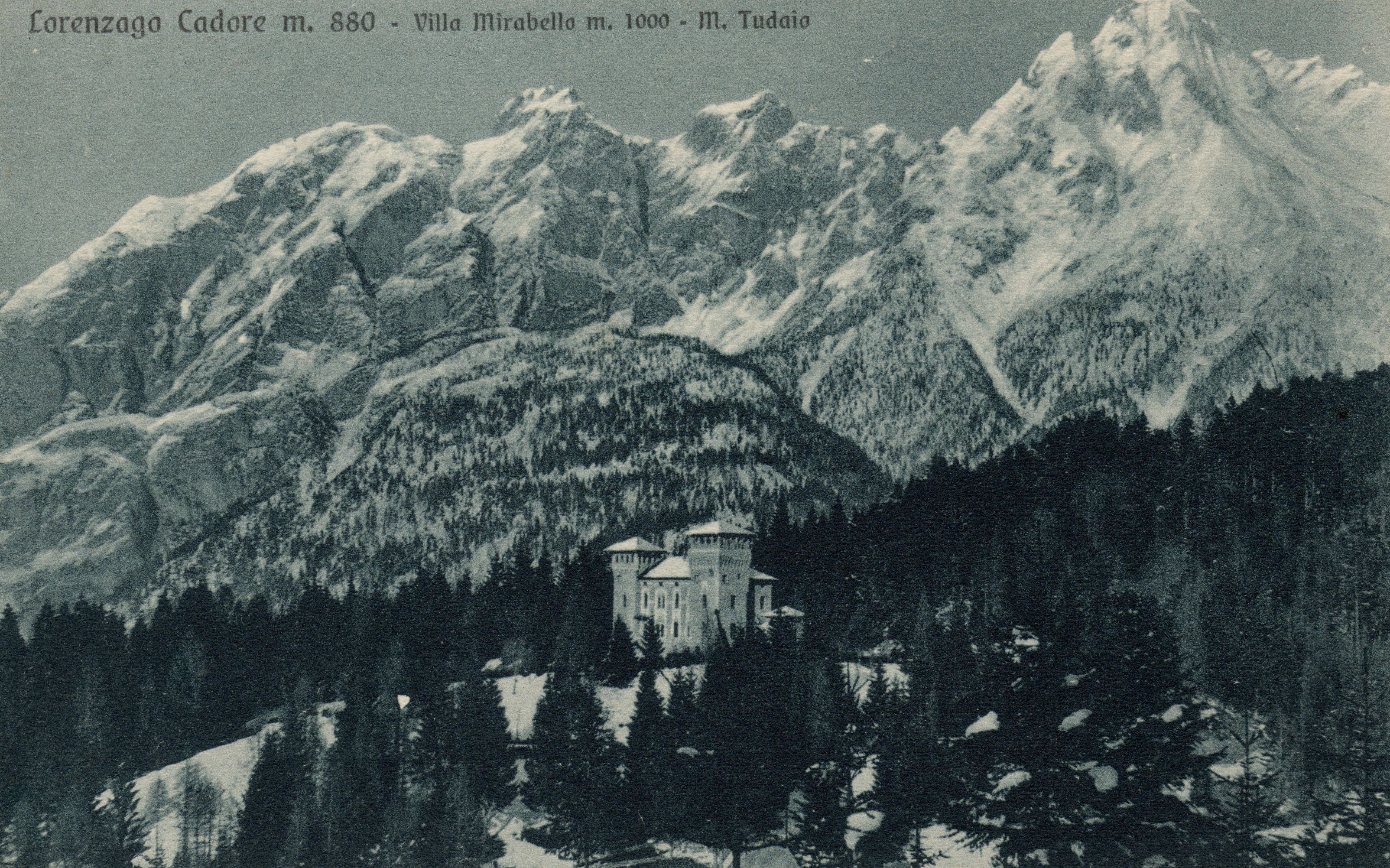
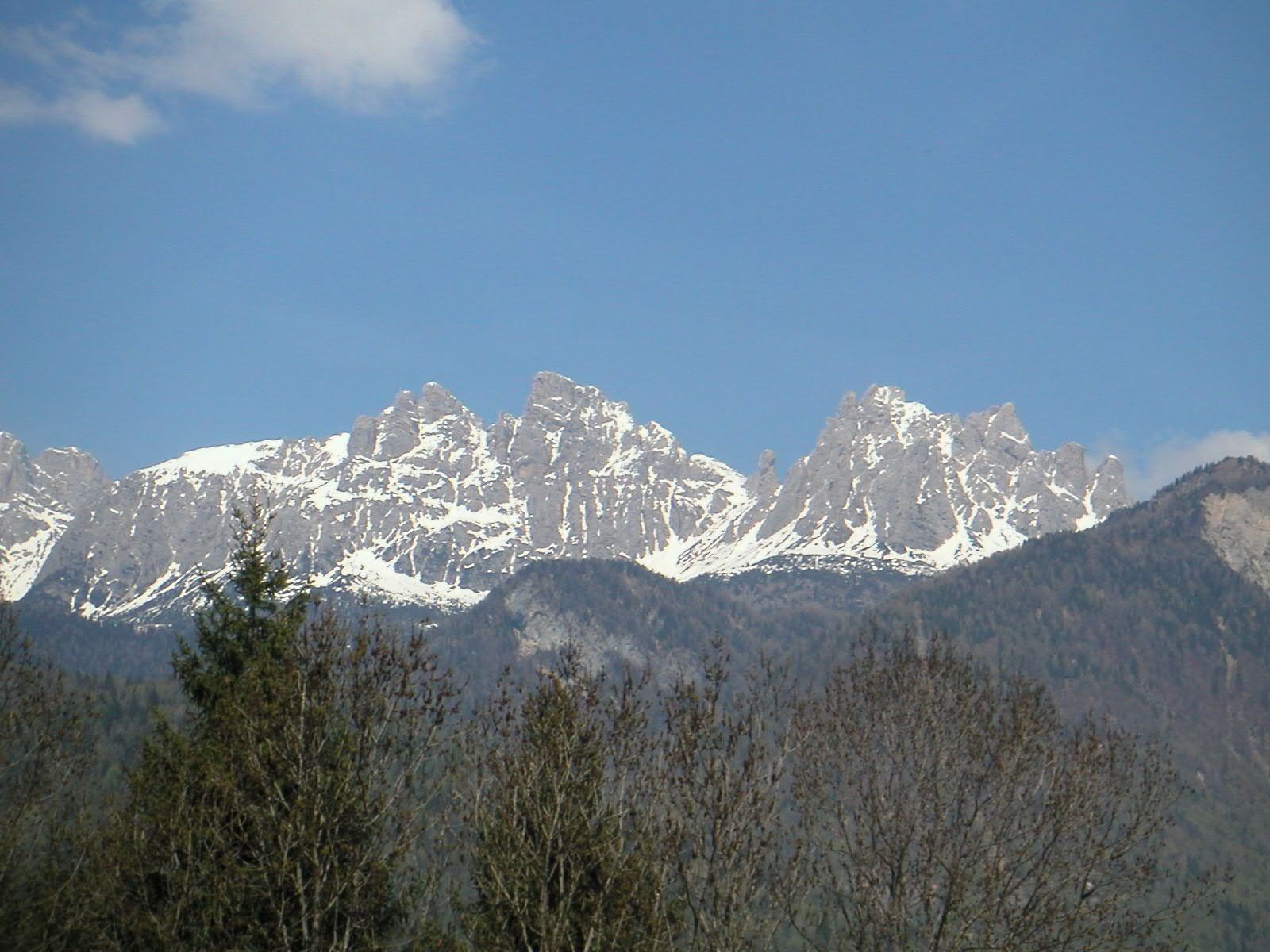
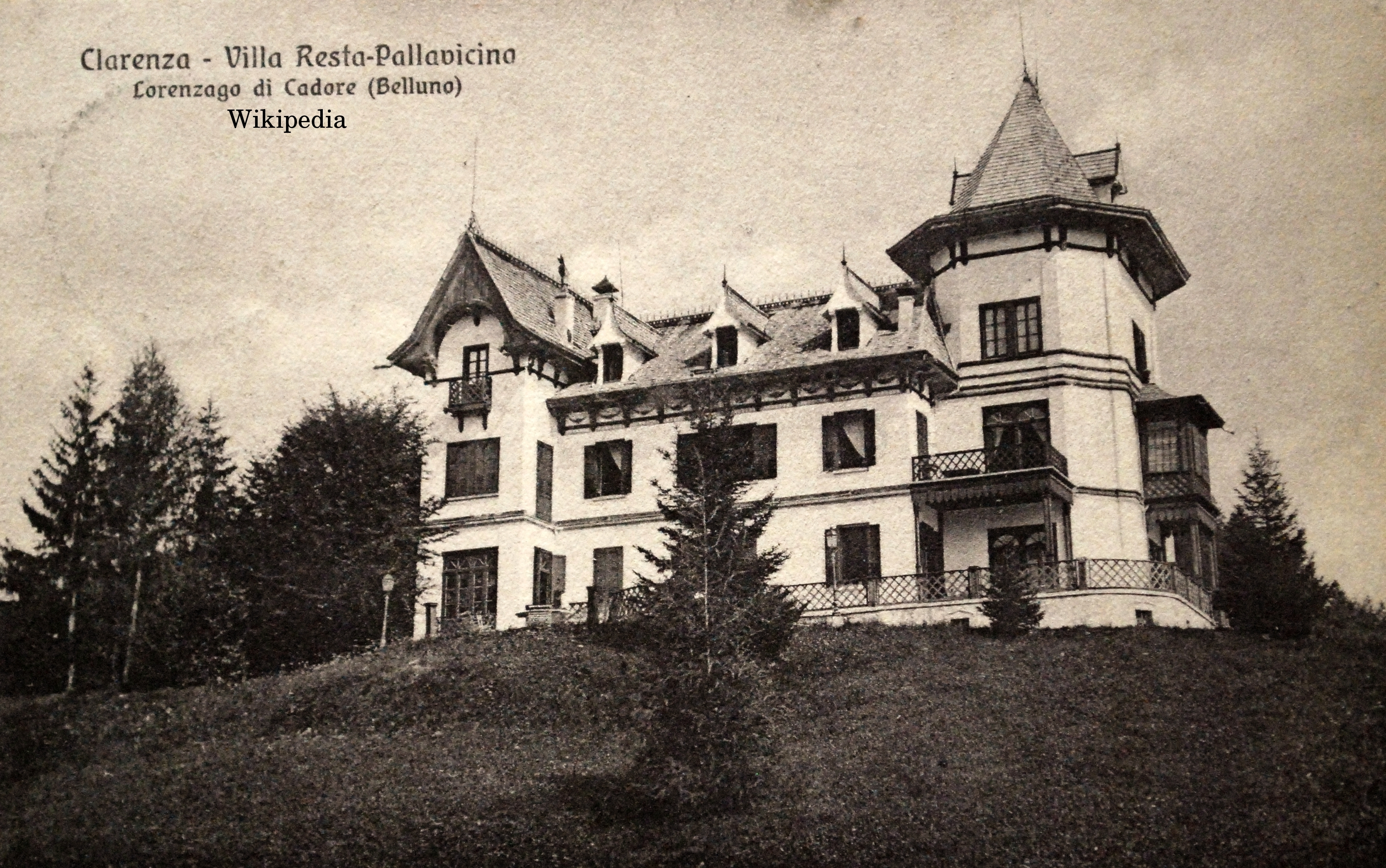
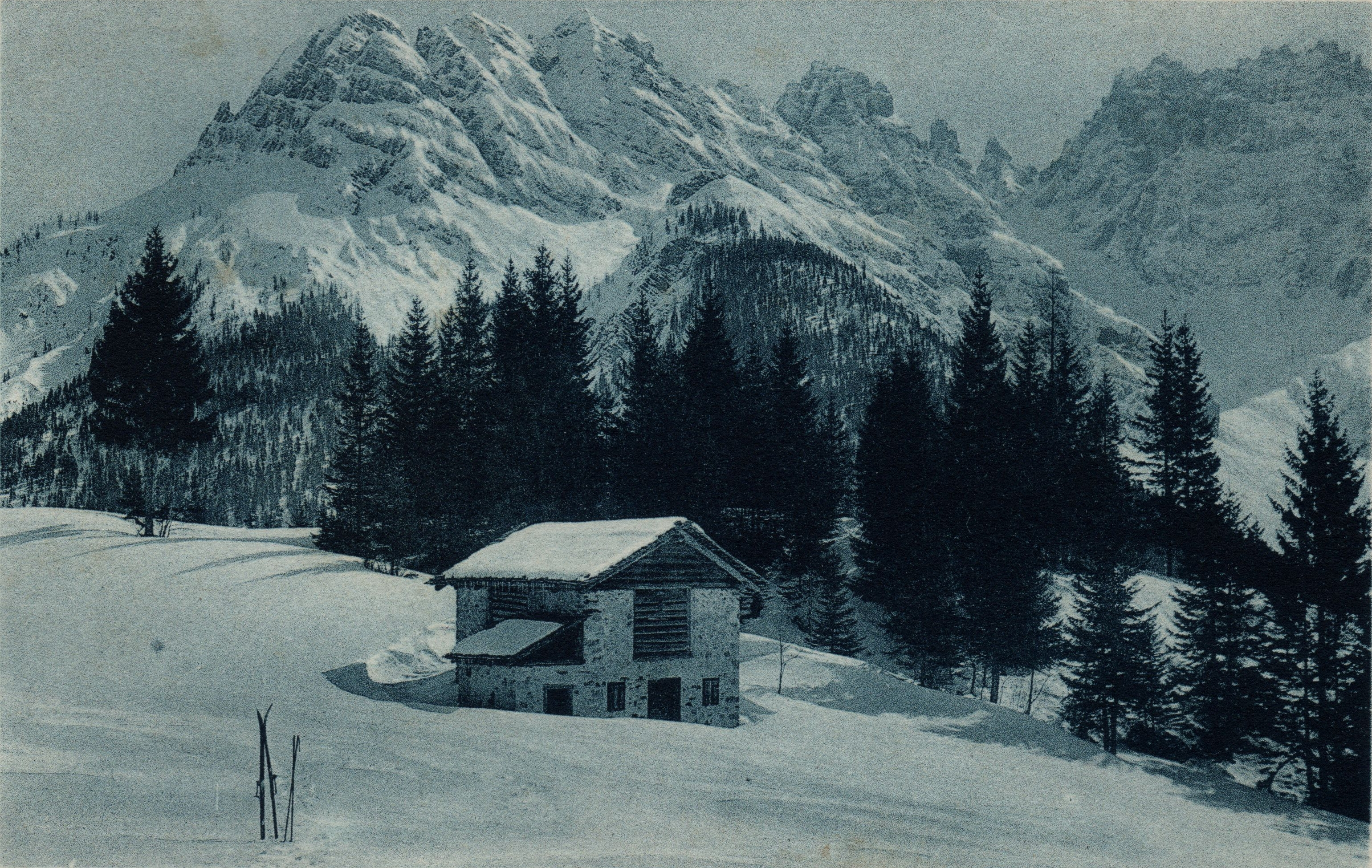